# Pestalotiopsis versicolor
Pestalotiopsis versicolor är en svampart som först beskrevs av Speg., och fick sitt nu gällande namn av Steyaert 1949. Pestalotiopsis versicolor ingår i släktet Pestalotiopsis och familjen Amphisphaeriaceae.   Inga underarter finns listade i Catalogue of Life.